# Daniel Hale
Daniel Everette Hale, född 1 augusti 1987, är en amerikansk visselblåsare och före detta underrättelseanalytiker på National Security Agency (NSA) som läckte ut sekretessbelagd information om drönarkrigföring till pressen.

## Biografi
Hale gick med i USA:s flygvapen 2009, och började på NSA 2013. 
Efter att ha lämnat flygvapnet läckte Hale i februari 2014 17 sekretessbelagda dokument till The Intercept. Dokumenten publicerades 2015 som The Drone Papers och innehöll bland annat detaljer om civila dödsfall i drönarattacker. Dokumenten avslöjade också påstådda krigsförbrytelser.
Avslöjandet har hyllats av människorättsorganisationer. Edward Snowden har kallat Hale för "en av de största amerikanska visselblåsarna".
2016 medverkade Hale i dokumentärfilmen National Bird.
I juli 2021 dömdes Hale till 45 månaders fängelse.

## Publikationer
- Daniel Hale (som "Anonymous"). ”Why I Leaked the Watchlist Documents”. I The Assassination Complex: Inside the Government's Secret Drone Warfare Program (Redaktör: Jeremy Scahill, 2016). New York. ISBN 1-5011-4415-4.[16][17]